# L'Archer noir (film, 1959)
Pour les articles homonymes, voir L'Archer noir.
Pour plus de détails, voir Fiche technique et Distribution.
L'Archer noir (L'arciere nero) est un film de cape et d'épée italien sorti en 1959, réalisé par Piero Pierotti.

## Synopsis
Un archer énigmatique revêtu de noir souhaite se venger des assassins de son père.

## Fiche technique
Sauf indication contraire, les informations mentionnées dans cette section peuvent être confirmées par la base de données cinématographiques IMDb,  présente dans la section « Liens externes ».
- Titre français : L'Archer noir[1] ou Le Masque de la terreur[2]
- Titre original italien : L'arciere nero
- Genre : film de cape et d'épée
- Réalisateur : Piero Pierotti
- Scénario : Giorgio Costantino, Giacomo Gentilomo, Piero Pierotti
- Production : Dino Sant'Ambrogio pour Diamante Film[3]
- Photographie : Aldo Greci
- Musique : Tarcisio Fusco
- Décors : Franco Lolli
- Pays : Italie
  - Date de sortie en salle en Italie : 14 août 1959[1]
  - Date de sortie en salle en France : 7 mars 1962[2]

## Distribution
- Gérard Landry : Corrado
- Federica Ranchi : Ginevra
- Livio Lorenzon : Lodrisio
- Carla Strober : Ubaldina
- Nino Marchesini : Ser Alvise
- Franco Fantasia : Raniero
- Tom Felleghy : le Prince
- Andrea Fantasia : le balafré
- Renato Navarrini : frère Leonardo
- Fulvia Franco : la gitane
- Erno Crisa : Lodovico
- Jolanda Addolori : Bianca
- Valeria Vicky
- Ivy Holzer : Gemma
- Luciana Paoli
- Terry Mason
- Marisa Cucchi
- Luciana Paoli

## Critique
Pierotti réussit à créer une atmosphère gothique consistante et une bonne dose d'action.